# 石凱婷
石凱婷，香港編劇。
石凱婷主編的劇集風格貼近生活，觸動心靈，細緻浪漫。《師父·明白了》、《愛我請留言》及《陪著你走》的劇本尤突顯其與別不同的創作風格。當中《愛我請留言》的劇情、對白及插曲令年青一代引起很大共鳴，在網絡上迴響甚大。

## 作品列表

### 編劇作品（亞洲電視）
- 1996年：再見艷陽天
- 1997年：萬事勝意
- 1997年：97變色龍
- 1997年：着數一族
- 1998年：呆佬賀壽
- 1998年：我來自廣州
- 1998年：與狼共枕
- 1999年：南海十三郎
- 1999年：電視風雲
- 2000年：世紀之戰

### 編審作品（亞洲電視）
- 2003年：萬家燈火

### 編劇作品（星河創作）
- 2001年：有情有義

### 編劇作品（無線電視時期）
- 1994年：《再見亦是老婆》 《阿Sir早晨》
- 1995年：《總有出頭天》
- 2004年：《無名天使3D》 《水滸無間道》
- 2005年：《御用閒人》《開心賓館》《識法代言人》
- 2006年：《鐵血保鏢》 《千謊百計》
- 2007年：《溏心風暴》 《爸爸閉翳》 《建築有情天》
- 2008年：《秀才愛上兵》 《溏心風暴之家好月圓》
- 2009年：《巾幗梟雄》
- 2010年：《戀愛星求人》 《鐵馬尋橋》 《談情說案》 《巾幗梟雄之義海豪情》
- 2012年：《神探高倫布》

### 編審作品（無線電視時期）
- 2011年：《我的如意狼君》
- 2012年：《天梯》
- 2013年：《師父·明白了》
- 2014年：《愛我請留言》
- 2015年：《陪着你走》
- 2016年：《鐵馬戰車》